# Eloise at the Plaza
Eloise at the Plaza (Brasil: Eloise no Plaza) é um filme britano-estadunidense de 2003, do gênero comédia infantil, dirigido por Kevin Lima, com roteiro de Janet Brownell baseado na série de livros infantis escritos e ilustrados por Kay Thompson e Hilary Knight.
O filme foi produzido pela Handmade Films e DiVoli Pictures para a Walt Disney com distribuição da ABC Television Network e foi feito apenas para a televisão, o mesmo está disponível pela Buena Vista Home Entertainment em DVD e VHS desde 2003. Eloise teve destaque pela participação de Sofia Vassilieva e Julie Andrews.